# Campionati mondiali giovanili di orientamento
I Campionati mondiali Juniores di orientamento (Junior World Orienteering Championship - JWOC), istituiti nel 1990, si tengono ogni anno. L'ingresso è aperto alle squadre nazionali che sono membri della Federazione Internazionale di Orientamento.
Il programma include:
- Una gara Sprint individuale (solo finale)
- Una gara Middle individuale (qualificazione e finale)
- Una gara Long individuale (solo finale)
- Una gara a Staffetta

Originariamente il JWOC aveva solo la competizione individuale (distanza "classica") e la staffetta. La Short distance, denominata dal 2004 Middle, è stata inserita nel programma nel 1991.

## Edizioni svolte

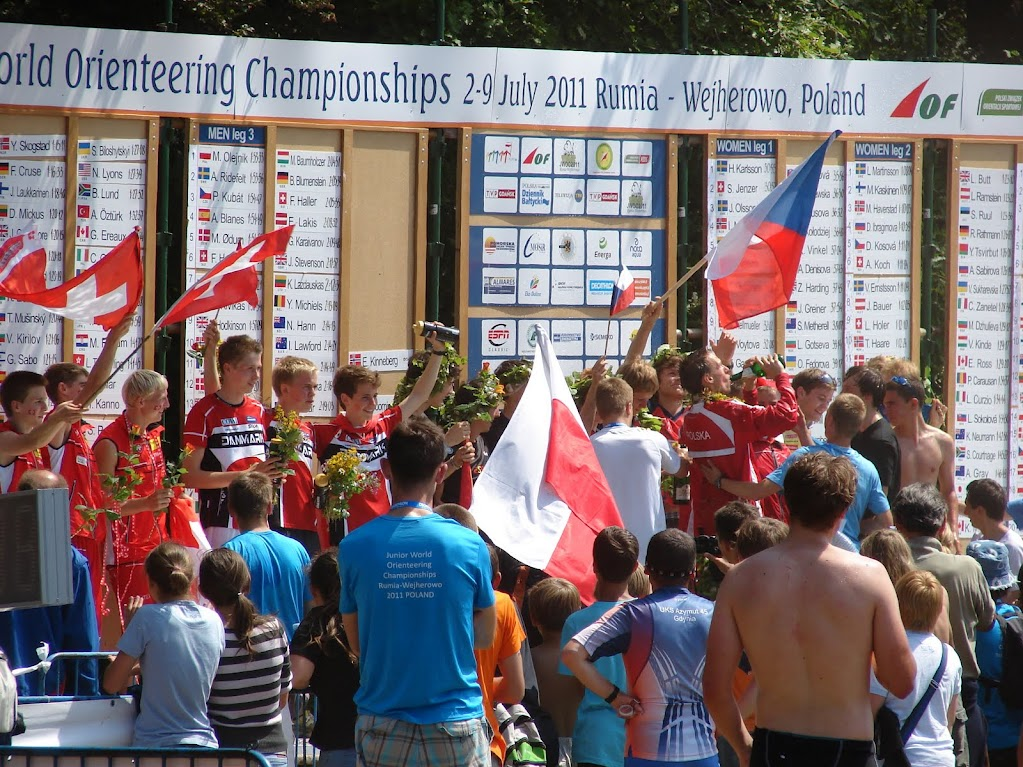
Podio staffetta JWOC 2011

| Anno | Periodo                | Località                              | Info e risultati            |
| ---- | ---------------------- | ------------------------------------- | --------------------------- |
| 1990 | 7-12 luglio            | Älvsbyn, Svezia                       |                             |
| 1991 | 7-13 luglio            | Berlino, Germania                     |                             |
| 1992 | 7-13 luglio            | Jyväskylä, Finlandia                  | [ collegamento interrotto ] |
| 1993 | 7-10 luglio            | Castelrotto, Italia                   |                             |
| 1994 | 12-16 luglio           | Gdynia, Polonia                       |                             |
| 1995 | 9-12 luglio            | Horsens, Danimarca                    |                             |
| 1996 | 8-14 luglio            | Govora, Romania                       |                             |
| 1997 | 7-13 luglio            | Leopoldsburg, Belgio                  |                             |
| 1998 | 13-18 luglio           | Reims, Francia                        |                             |
| 1999 | 5-11 luglio            | Varna, Bulgaria                       |                             |
| 2000 | 9-15 luglio            | Nové Město na Moravě, Rep. Ceca       |                             |
| 2001 | 9-15 luglio            | Miskolc, Ungheria                     |                             |
| 2002 | 7-14 luglio            | Alicante, Spagna                      |                             |
| 2003 | 7-12 luglio            | Põlva, Estonia                        |                             |
| 2004 | 5-11 luglio            | Danzica, Polonia                      |                             |
| 2005 | 11-16 luglio           | Tenero-Contra, Svizzera               |                             |
| 2006 | 2-7 luglio             | Druskininkai, Lituania                |                             |
| 2007 | 7-15 luglio            | Dubbo, Australia                      |                             |
| 2008 | 30 giugno - 6 luglio   | Göteborg, Svezia                      |                             |
| 2009 | 6-11 luglio            | Primiero, Italia                      |                             |
| 2010 | 4-11 luglio            | Aalborg, Danimarca                    |                             |
| 2011 | 1-9 luglio             | Wejherowo, Polonia                    |                             |
| 2012 | 7-14 luglio            | Košice, Slovacchia                    |                             |
| 2013 | 29 giugno - 16 luglio  | Hradec Králové, Rep. Ceca             |                             |
| 2014 | 19 luglio - 28 luglio  | Borovec, Bulgaria                     |                             |
| 2015 | 4 luglio - 10 luglio   | Norvegia                              |                             |
| 2016 | 9 luglio - 15 luglio   | Engadina, Svizzera                    |                             |
| 2017 | 9 luglio - 16 luglio   | Finlandia                             |                             |
| 2018 | 9 luglio - 14 luglio   | Ungheria                              |                             |
| 2019 | 6 luglio - 12 luglio   | Danimarca                             |                             |
| 2020 | annullato per COVID-19 |                                       |                             |
| 2021 | 28 giugno - 3 luglio   | Turchia                               |                             |
| 2022 | 11 luglio - 18 luglio  | Portogallo                            |                             |
| 2023 | 5 luglio - 12 luglio   | Romania                               |                             |
| 2024 | 1 luglio - 7 luglio    | Rep. Ceca                             |                             |
| 2025 | 28 giugno - 4 luglio   | Altopiano di Piné e Valsugana, Italia |                             |